# Rui da Silva
Rui da Silva est un musicien et DJ portugais de musique électronique originaire de Lisbonne qui s'est fait connaître mondialement grâce à son single sorti en 2000 Touch Me.

## Biographie
Rui da Silva s'est lancé dans la house en 1992 avec comme pseudo Doctor J et a créé en 1993 avec son compère DJ Vibe le premier label portugais de musique électronique Kaos Records.
Les deux hommes forment par la suite le collectif electro/house Underground Sound of Lisbon, ils ont remixé de nombreux titres.
En 1999, Rui da Silva quitte Lisbonne pour Londres pour mixer dans les plus grandes discothèques de la capitale anglaise. Il quitte Kaos Records et en 2001 se termine le Underground Sound of Lisbon.
Il a mixé sous divers pseudos.

## Discographie

### Albums
- 2002 Produced & Remixed
- 2006 Praying Mantis'

### Singles

#### Rui da Silva
- 2000 Touch Me (with Cassandra Fox) #1 UK Singles Chart
- 2002 Feel the Love (with Victoria Horn)
- 2005 So Move Closer
- 2005 Pacman/Punks Run Wild
- 2005 Dance.Come.Feel.Exe
- 2005 Lixuneanos
- 2005 So Move Closer
- 2006 Amidar
- 2007 Spreading Isolation/The Regressors
- 2007 The Whole Room Dematerialized
- 2007 Escaping My Mind
- 2008 On My Mind (with Ben Onono)

#### Doctor J
- 1993 Não, as Doctor J
- 1994 The Sax Theme, as Alex S & Doctor J (with Alex Santos)
- 1995 Human Soul, as Doctor J Presents Mata Hari

#### The Four Elements
- 2000 Earth/Water
- 2002 Fire
- 2002 The Fifth Element
- 2003 Matrix/Stoned

#### Coco da Silva
All are collaborations with Chris Coco
- 2000 Coisa Nossa/Close My Eyes
- 2001 Lost
- 2001 Saudade
- 2001 @ Night
- 2002 This Time You're Mine
- 2003 The Shiva Chant

#### Autres projets
- 1995 Work in Progress, as LL Project (with Luís Leite)
- 1996 Khine #3 (The Remixes), as LL Project (with Luís Leite)
- 1996 Fat Beat/Bossa Nova, as Gum Club
- 1999 Matrix, as Morpheus
- 2001 Obeah Dance, as The Obeah Men (with Terry Farley)
- 2001 Riding, as Teimoso (with Shelly Preston)
- 2003 Radar House, as Hyper da Silva (with DJ Hyper)
- 2003 Deep as the Rivers, as Moshic da Silva (with Moshic)
- 2003 Gibberish, as Moshic da Silva (with Moshic)
- 2003 Cosmic Mind, as Sound Projectors
- 2004 Dark Love, as The Downloaderz